# Thanos Mikrútsikos
Athanasios (Thanos) Mikrútsikos (Θάνος Μικρούτσικος) (Patres, Grècia, 13 d'abril de 1947 – Atenes, 28 de desembre de 2019), fou un compositor musical i cantant grec. Se'l considera un dels músics grecs més importants de la recent escena musical grega.
Mikrútsikos va estudiar piano i teoria musical a la Societat Filharmònica de Patres i al Conservatori Hel·lènic, continuant posteriorment els seus estudis de composició amb el professor i compositor G.A.Papaioannou. Mentrestant, residint ja a Atenes, es va graduar a la Facultat de Matemàtiques de la Universitat d'aquesta capital. Als 21 anys començà la seva carrera com a compositor pel que fa a música de cambra, òpera, música simfònica, música per al teatre i cançons. Com a compositor i cantant va popularitzar diversos poetes grecs, molt especialment Nikos Kavadias.
En la seva vessant política, va formar part del moviments opositors a la junta militar grega en el període 1967-1974, essent perseguit per les seves activitats. Acabat el règim dictatorial continuà participant activament en política i a la mort de Melina Merkuri la va succeir en el càrrec de Ministre de Cultura del govern del PASOK, en el període 1994-1996.